# Eleocharis parvula
Eleocharis parvula là loài thực vật có hoa trong họ Cói. Loài này được (Roem. & Schult.) Link ex Bluff, Nees & Schauer mô tả khoa học đầu tiên năm 1836.

## Hình ảnh

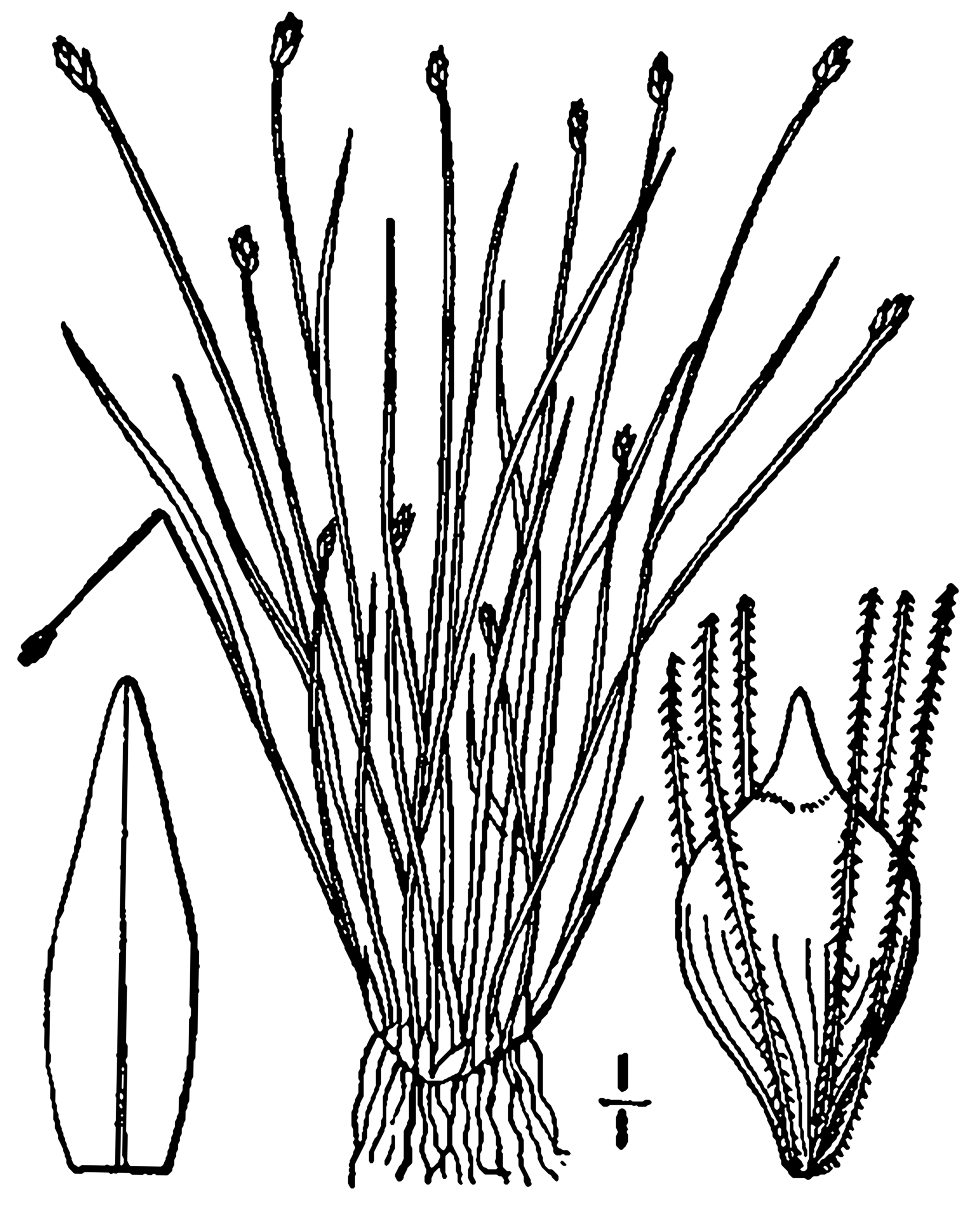
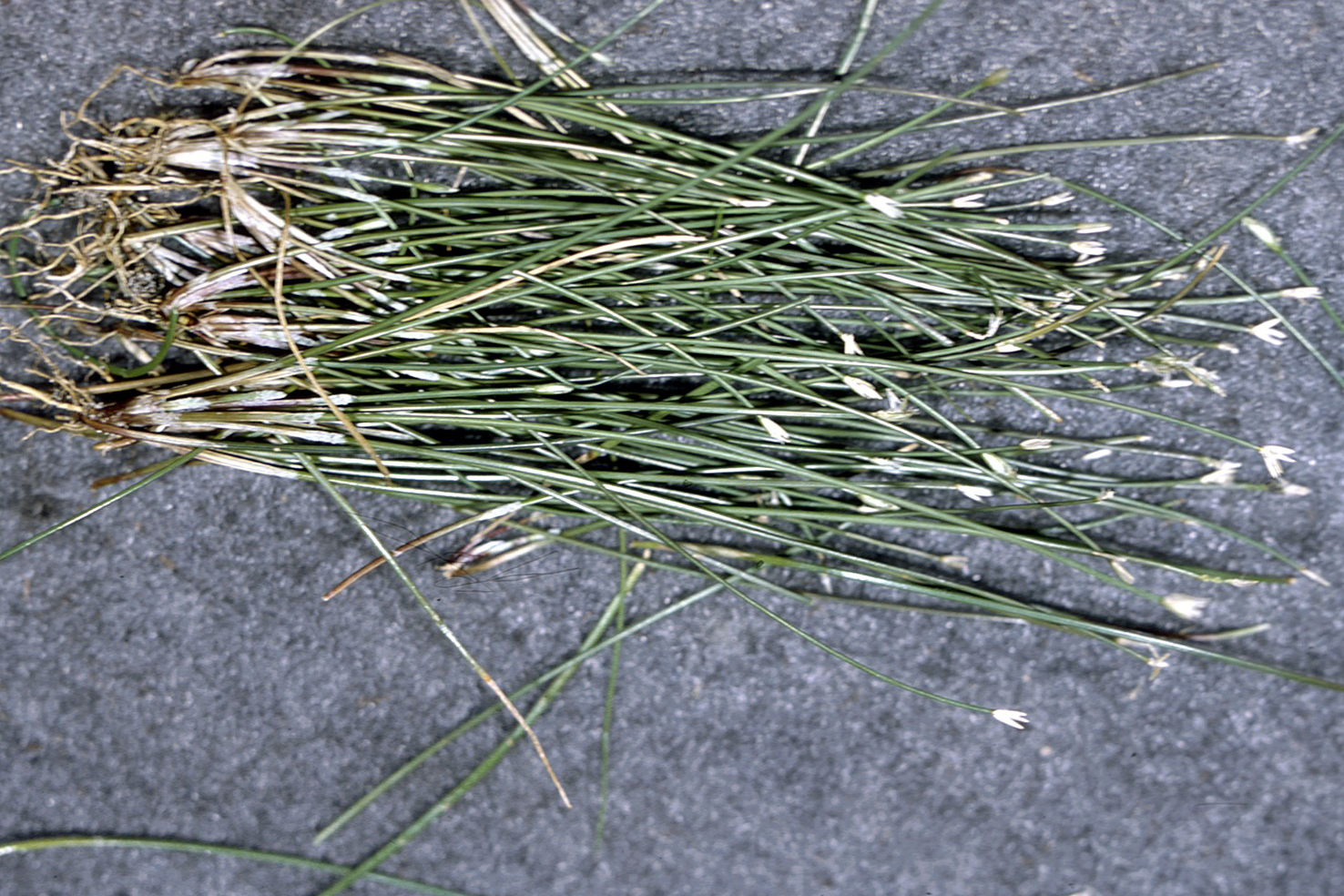
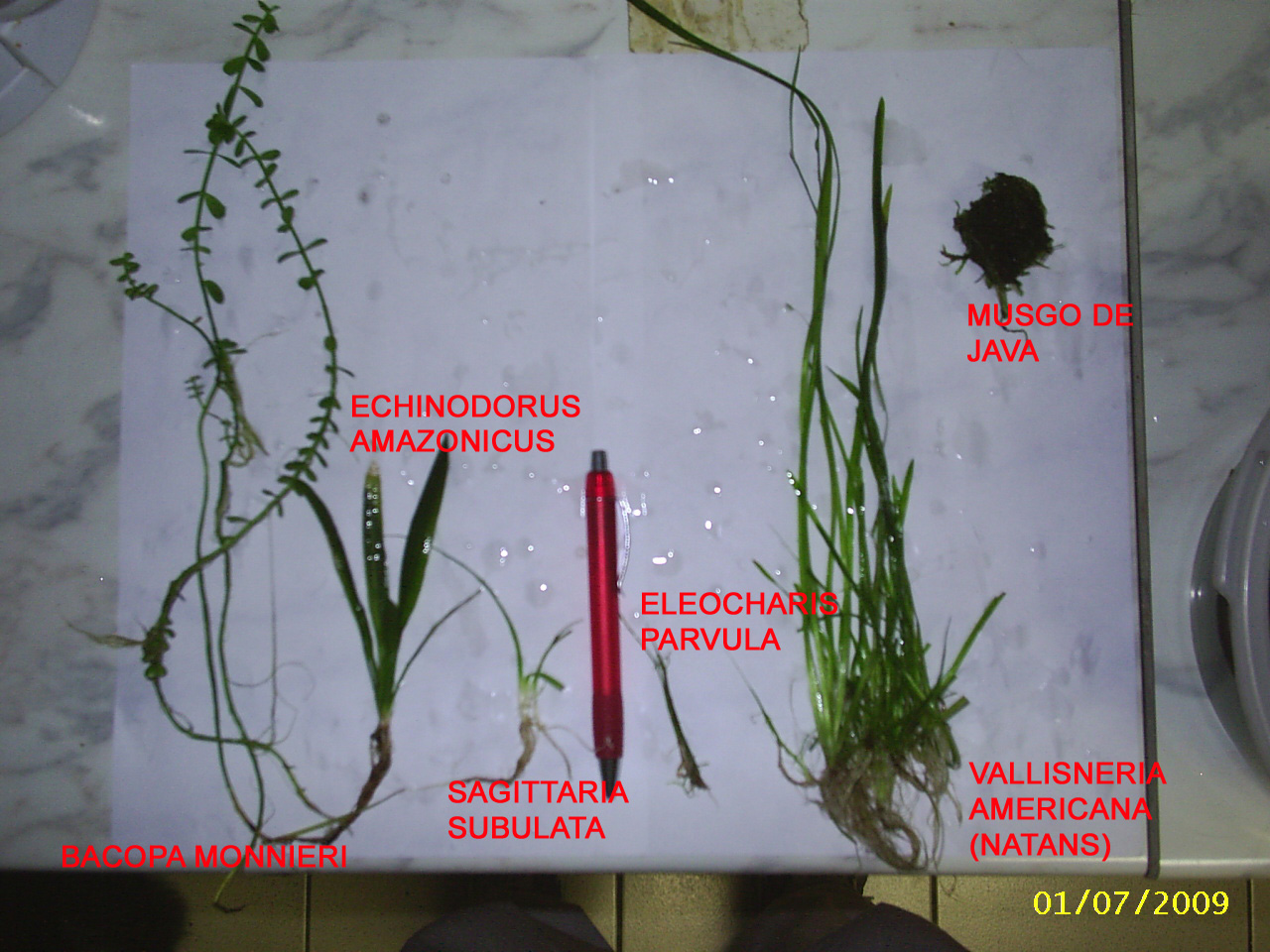